# Ферия, Луис Игнасио Фернандес де Кордова Фигероа
Луис Игнасио Фернандес де Кордова Фигероа-и-Энрикес де Рибера (исп. Luis Ignacio Fernández de Córdoba Figueroa y Enríquez de Ribera; 6 сентября 1623, Монтилья — 26 августа 1665, там же), 6-й герцог де Ферия — испанский аристократ.

## Биография
Шестой сын Алонсо Фернандес де Кордова-и-Фигероа, 5-го герцога де Ферия, и Хуаны Энрикес де Риберы, ставший наследником после смерти пятерых старших братьев.
6-й маркиз Приего, 4-й маркиз де Вильяфранка, 4-й маркиз де Монтальбан, 6-й маркиз де Вильяльба, 9-й сеньор де ла каса де лос Мануэлес.
Как и отец, Луис Игнасио не интересовался придворной службой, обычной для аристократов того времени, и все свои двадцать лет в качестве маркиза-герцога прожил в Монтилье, занимаясь управлением поместным государством. В качестве политической деятельности известно только его участие в так называемых «андалузских изменениях» 1647 года, поскольку он подавил беспорядки в Каркабуэе, Пуэнте-Дон-Гонсало (ныне Пуэнте-Хениль) и Приего и казнил двух предполагаемых зачинщиков. В 1650 году король Филипп IV попросил его через Совет полковников выставить тысячу полностью экипированных солдат в порт Картахены. Маркиз-герцог прислал ему пятьсот 15669 мараведи серебра и шерсти на пошив одежды.
В 1648 году Королевская канцелярия Гранады приняла против него окончательное постановление по жалобе группы городов, составлявших его владение, требовавших свободы при назначении мэров и других должностей в органах юстиции и советах.
В 1655 году Филипп IV пожаловал достоинство гранда Испании для дома Приего, поскольку он был главой домов Кордовы и Агилара, а в следующем году пожаловал маркиза-герцога в рыцари ордена Золотого руна.
Он основал монастырь Сан-Хуан-де-Диос в Монтилье, предоставив ему госпиталь де ла Энкарнасьон.

## Семья
Жена (24.02.1642): Мариана Фернандес де Кордова (ок. 1620—1673), дочь Антонио II Фернандеса де Кордова Фольк де Кардона, 7-го герцога де Сесса, и Тересы Пиментель-и-Понсе де Леон. Доводилась мужу двоюродной сестрой
Дети:
- Хуана (ум. 10.08.1720): Муж: Паскуаль Франсиско де Борха (1653—1716), герцог де Гандия
- Луис Маурисио (22.09.1650—23.08.1690), герцог де Ферия. Жена: Феличе Мария де ла Серда (5.09.1657—15.05.1709), дочь Хуана Франсиско Томаса де Ла Серда, герцога де Мединасели, и Каталины Антонии Фольк де Кардоны
- Антонио (5.01.1655—4.06.1727). Жена: Каталина Портокарреро (ум. 1712), 8-я маркиза де Альгаба, дочь Кристобаля де Портокарреро, графа де Монтихо, и Урсулы де ла Серда
- Мариана. Муж: Мельчор де Гусман (ум. 1710), 12-й маркиз де Асторга